# Marian Call
Marian Call (née le 24 février 1982 à Gig Harbor, dans l’État de Washington) est une auteur-compositeur-interprète américaine qui réside en Alaska.
Ses chansons sont d’inspiration geek. Elle est devenue célèbre grâce aux réseaux sociaux.

## Discographie
- Vanilla (2007)
- The Song of the Month Project (2008)
- Got to Fly (2008)
- Something Fierce (2011)
- Marian Call: Live in Europe (2013)
- Sketchbook (2013)
- Question Bedtime (2014)
- Marian Call Sings the Classics, vol. I (2014)
- Yippee Ki Yay (2014)
- Marian Call Sings the Classics, vol. II (2015)